# Buntfasan
Der Buntfasan (Phasianus versicolor) ist eine Hühnervogelart aus der Familie der Fasanenartigen. Er ist auf den japanischen Hauptinseln Honshū, Shikoku und Kyushu endemisch, wo er busch- und gehölzbestandenes Hügelland am Rande der Kulturlandschaft bewohnt. Auf Hawaii und in Nordamerika wurde die Art eingeführt. Von manchen Autoren wird der Artstatus angezweifelt und die drei Unterarten werden als Unterartengruppe des Fasans (Phasianus colchicus) angesehen. Nach anderen Autoren bildet der Buntfasan mit diesem eine Superspezies. Bisweilen tritt Hybridisierung mit dem Kupferfasan auf.

## Beschreibung

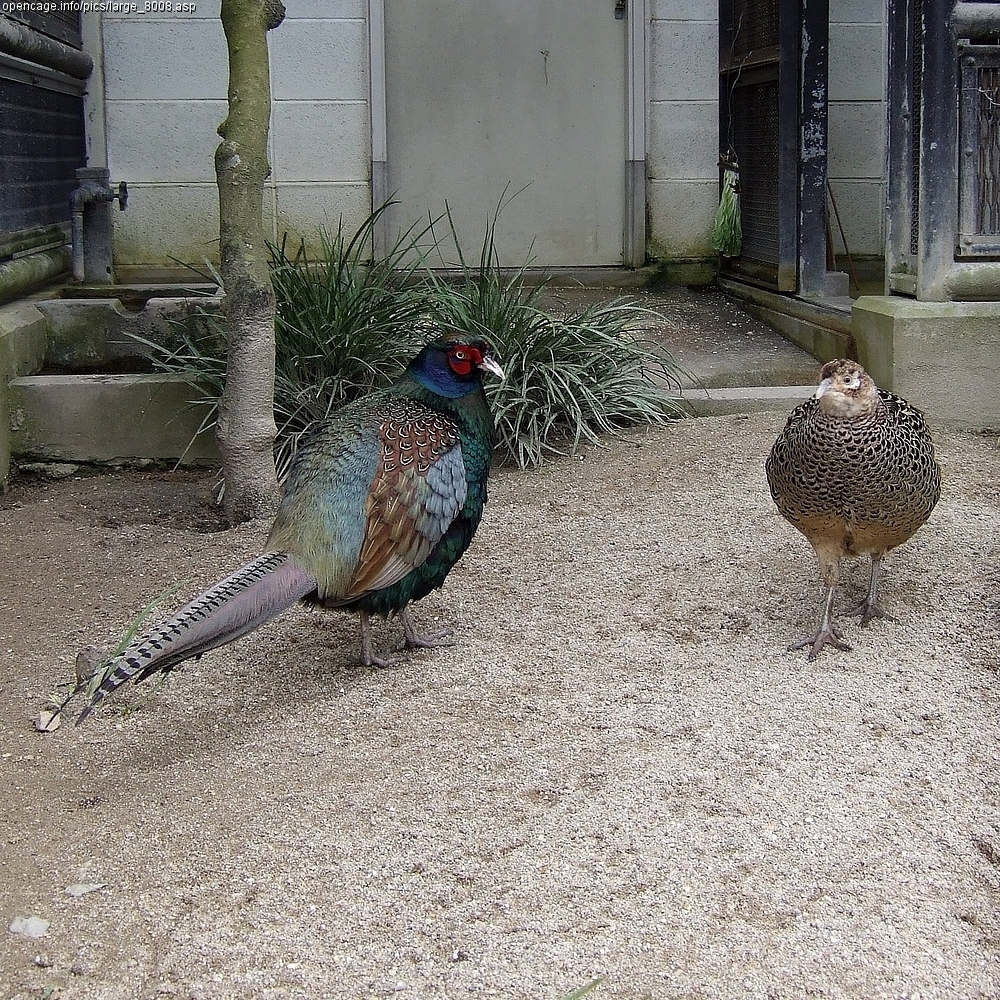
Paar des Buntfasans

Der Hahn des Buntfasans erreicht zwischen 75 und 89 cm Länge. Davon entfallen 27–42,5 cm auf den Schwanz. Die Flügellänge beträgt 225–243 mm und das Gewicht zwischen 0,9 und 1,1 kg. Die Henne ist mit 53–62 cm deutlich kleiner, der Schwanz mit etwa 21–28 cm kürzer. Die Flügellänge der Henne beträgt 200–230 mm, das Gewicht liegt bei 0,8–0,9 kg. Damit ist der Buntfasan deutlich kleiner als der Fasan (Phasianus colchicus).
Beim Hahn der Nominatform glänzt das dunkle Gefieder des Oberkopfs dunkelgrün, die ausgeprägten Federohren sind grünlich schwarz. Die Augenpartie ist bis auf eine glänzend blaue Stelle unterhalb des Auges unbefiedert und scharlachrot, der Schnabel grünlich bis gelblich hornfarben und die Iris bräunlich gelb bis bernsteinfarben. Der Hals glänzt metallisch rötlichblau. Nacken, Brust, Unterseite und vorderer Rücken sind dunkel bronzegrün. Die Bauchmitte ist wie die Unterschwanzdecken braunschwarz, letztere sind zudem grün gesäumt. Die schwarzen Schulterfedern tragen beige Schaftstriche und Subterminalsäume, die nochmals schmal schwarz gesäumt sind, sowie einen breiten, rotbraunen Endsaum. Die Oberflügeldecken sind blaugrau, die mittleren und großen rotbraun gesäumt. Die schwarzbraunen Schwingen tragen beige Querbänder und eine ebensolche Sprenkelung. Auf dem vorderen Rücken zeigen die Federn hellgelb gerandete, schwarze Zentren. Hinterer Rücken, Bürzel und Oberschwanzdecken sind olivgrün bis graugrün. Die Steuerfedern sind überwiegend grüngrau. Der mittlere Teil ist mit relativ breiten, schwarzen Querbinden versehen, und die Säume sind schillernd braunrot.
Die Färbung der Henne unterscheidet sich von der des Fasans durch eine kräftige dunkle Sprenkelung. Die schwarzen Federn der Oberseite tragen beige Schaftstriche und Subterminalsäume. Die Spitzen glänzen metallisch grün. Die Unterseite ist kräftig dunkel gewellt und gefleckt. Jungvögel ähneln den Hennen, haben aber einen kürzeren Schwanz.

## Stimme
Die Stimme ähnelt der des Fasans in den meisten Merkmalen, jedoch ist der Revierruf hörbar kürzer. Er ähnelt dem des Kupferfasans.

## Verbreitung und Bestand
Der Buntfasan ist auf den japanischen Hauptinseln Honshū, Shikoku und Kyushu verbreitet. Ebenso kommt er auf den benachbarten, kleineren Inseln Sado, Tanegashima, Yakushima sowie auf den Goto- und den Izu-Inseln vor. Auf Hawaii und in Teilen Nordamerikas (u. a. Delaware und Virginia) wurde er eingebürgert.
In ihrem natürlichen Verbreitungsgebiet ist die Art häufig. Die jährlichen Jagdstrecken belaufen sich auf geschätzte 500.000 Vögel und die Bestände wurden vor allem in den 1980ern durch umfangreiche Aussetzungen unterstützt.

## Geografische Variation
Es wurden bis zu neun Unterarten beschrieben, von denen aber nur drei allgemein anerkannt werden. Sie unterscheiden sich vor allem in der Farbe des Scheitels und des Bürzelgefieders. Bei Ph. v. tanensis sind die Oberschwanzdecken bronzegrün, die Brust und die Unterseite glänzen stärker als bei der Nominatform. Ph. v. robustipes hat einen bronzegrünen Scheitel und einen auffälligen, weißen Überaugenstreif.
- Ph. v. robustipes Kuroda, 1919 – Sado und der Großteil von Honshū
- Ph. v. versicolor Vieillot, 1825 – südöstliches Honshū entlang der Küste der Seto-Inlandsee und Kyushu
- Ph. v. tanensis Kuroda, 1919 – östliches und mittleres Honshū (Halbinseln Kii, Izu und Miura), Izu-Inseln (Izu-Ōshima und Niijima), Tanegashima und Yakushima sowie Amakusa-Inseln

## Lebensweise

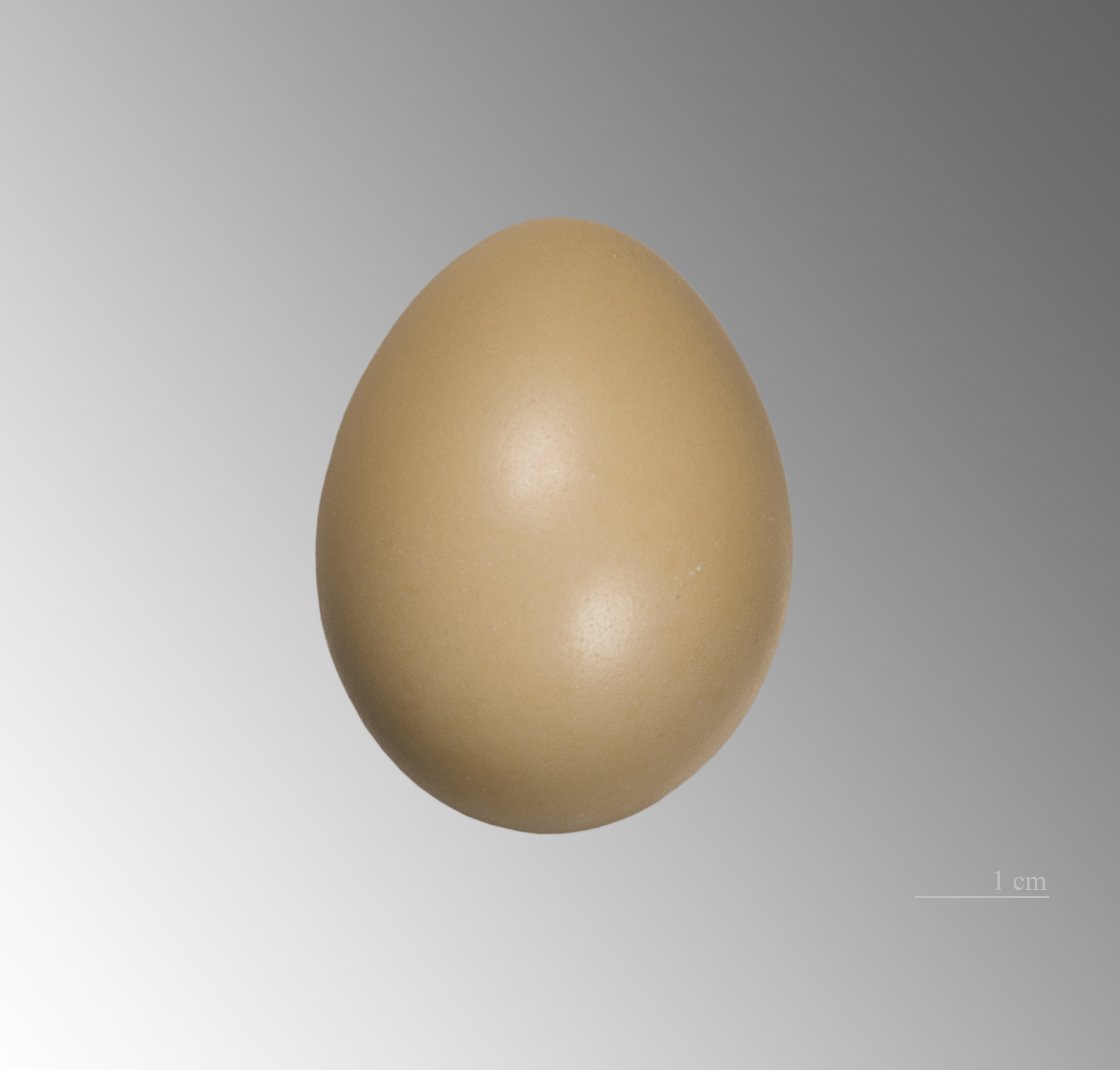
Ei des Buntfasans

In seinen Lebensraumansprüchen unterscheidet sich der Buntfasan nicht wesentlich von einigen der östlichen Unterarten des Fasans. Er besiedelt von Buschwerk, Feldgehölzen oder lichten Nadel- und Laubwäldern bestandenes Tief- und Hügelland bis in Höhen von 1200 m. Oft findet man ihn in der Kulturlandschaft, wo er zur Nahrungssuche Teeplantagen, Getreide- und Kartoffelfelder oder sogar Parks und Gärten aufsucht.
Auch Verhalten, Fortpflanzung und Ernährung entsprechen denen des Fasans. Die Art scheint aber eher monogam als polygam zu leben und ist sehr standorttreu. Im Winter vergesellschaften sich kleine Trupps, bisweilen sind auch große Gesellschaften an guten Nahrungsquellen zu finden, manchmal in der Nähe von Höfen zusammen mit Haushühnern. Es werden im Winter aber nicht selten auch einzelne Hähne angetroffen. Das Gelege besteht meist aus 7–9 Eiern, die mit 44 × 33 mm etwas kleiner sind als die des Fasans. Die Brutzeit beginnt im südlichen Kyushu bereits ab März, liegt sonst aber eher zwischen April und Juni. Auf Honshū werden die Eier zwischen 23 und 28 Tagen bebrütet.

## Systematik
Aufgrund der vorwiegend dunkelgrünen Färbung des Körpergefieders wird der Buntfasan meist als eigene Art angesehen, der mit dem Fasan eine Superspezies bildet. Der Farbunterschied ist aber nach Ansicht einiger Autoren überbewertet, da andere Merkmale auf eine direkte Verbindung zur torquatus-Unterartengruppe des Fasans schließen lassen. Insbesondere bezüglich der Beschaffenheit der Brustfedern stellen die drei Unterarten die Fortsetzung einer klinalen Reihe dar, wie sie sich von West nach Ost in den Unterarten des Fasans darstellt. Diese Federn sind bei den westlichen Unterarten an der Spitze wenig eingekerbt und breit schwarz gerandet, nach Osten hingegen stärker eingekerbt und schmal schwarz gerandet bis bespitzt. Der graugrüne Bürzel verbindet den Buntfasan ebenfalls mit den östlichen Unterarten des Fasans. Auch in Verhalten und Physiologie zeigt der Buntfasan keinen wesentlichen Unterschied, und der Nachwuchs mit dem Fasan ist immer fruchtbar. Aufgrund dieser Tatsachen wird der Artstatus des Buntfasans von manchen Autoren – so auch von der IUCN – in Frage gestellt und die drei Unterarten des Buntfasans entsprechend als versicolor-Unterartengruppe in Phasianus colchicus eingegliedert.